# Truplaya couturieri
Truplaya couturieri är en tvåvingeart som beskrevs av Loïc Matile 1978. Truplaya couturieri ingår i släktet Truplaya och familjen platthornsmyggor.
Artens utbredningsområde är Sierra Leone. Inga underarter finns listade i Catalogue of Life.